# Jaak Aab
Jaak Aab (ur. 9 kwietnia 1960 w Valdze) – estoński polityk i nauczyciel, poseł do Zgromadzenia Państwowego, minister spraw społecznych (2005–2017), administracji publicznej (2017–2018, 2019–2020, 2021–2022) oraz edukacji i badań naukowych (2020–2021).

## Życiorys
W 1978 ukończył szkołę średnią w Viljandi. W 1986 został absolwentem Instytutu Pedagogicznego w Tallinnie.
W latach 80. pracował jako nauczyciel, był też etatowym działaczem Estońskiej Ligi Młodych Komunistów (pierwszym sekretarzem komitetu regionalnego). W 1989 został radnym miasta Võhma. Od 1991 do 1994 zajmował się rolnictwem w Finlandii. Po powrocie do kraju wstąpił do Estońskiej Partii Centrum. W tym samym roku objął na dwa lata funkcję zastępcy burmistrza Võhmy. Od 1998 do 2002 sprawował urząd burmistrza tej miejscowości.
W 2002 został posłem do Zgromadzenia Państwowego IX kadencji. Później zajmował stanowisko dyrektora zarządzającego w stowarzyszeniu miast estońskich. Od 2005 do 2007 sprawował urząd ministra spraw społecznych w rządzie Andrusa Ansipa. Na skutek wyborów w 2007 powrócił do pracy w parlamencie jako deputowany XI kadencji.
Był również sekretarzem generalnym centrystów. W 2017 powołany na ministra administracji publicznej w gabinecie Jüriego Ratasa. Z rządu odszedł w 2018, powodem złożonej dymisji było zatrzymanie go przez funkcjonariuszy policji w związku z prowadzeniem samochodu po spożyciu alkoholu.
W 2019 i 2023 ponownie uzyskiwał mandat poselski do estońskiego parlamentu.
W 2019 powrócił w skład rządu – premier Jüri Ratas powierzył mu ponownie stanowisko ministra administracji publicznej w swoim drugim gabinecie. W listopadzie 2020 w tym samym rządzie przeszedł na funkcję ministra edukacji i badań naukowych. W styczniu 2021 w nowo utworzonym rządzie Kai Kallas ponownie objął urząd ministra administracji publicznej. Zakończył urzędowanie w czerwcu 2022.
W styczniu 2024 przeszedł do Partii Socjaldemokratycznej.